# Хелтіу
Хелтіу (рум. Heltiu) — село у повіті Бакеу в Румунії. Входить до складу комуни Кеюць.
Село розташоване на відстані 206 км на північ від Бухареста, 41 км на південь від Бакеу, 117 км на південний захід від Ясс, 120 км на північний захід від Галаца, 119 км на північний схід від Брашова.

## Населення
За даними перепису населення 2002 року у селі проживали 472 особи, усі — румуни. Усі жителі села рідною мовою назвали румунську.